# Robert Elswit
Robert Elswit (født 22. april 1950) er en Oscarvindende amerikansk filmfotograf, der har vundet flere priser, bl.a. en Oscar og en Independent Spirit Award. Som filmfotograf har han arbejdet sammen med instruktører som Rob Reiner, Curtis Hanson og Paul Thomas Anderson, hvis samtlige film han har været filmfotograf på.
Robert Elswit fik sin første Oscar-nominering i 2006 for George Clooneys film Good Night, and Good Luck.

## Filmografi i udvalg
- The Sure Thing (1985)
- The Hand That Rocks the Cradle (1992)
- The River Wild (1994)
- Hard Eight (1996)
- Boogie Nights (1997)
- Tomorrow Never Dies (1997)
- 8mm (1999)
- Magnolia (1999)
- Punch-Drunk Love (2001)
- Gigli (2003)
- Runaway Jury (2003)
- Good Night, and Good Luck (2005)
- Syriana (2005)
- Michael Clayton (2007)
- There Will Be Blood (2007)
- Redbelt (2008)
- The Burning Plain (2008)
- Duplicity (2009)

## Ekstern henvisning
- Robert Elswit på Internet Movie Database (engelsk)
- Robert Elswit på Filmdatabasen
- Robert Elswit på Scope
- Robert Elswit på Svensk Filmdatabas (svensk)
- Robert Elswit på AlloCiné (fransk)
- Robert Elswit på AllMovie (engelsk)
- Robert Elswit på The Movie Database (engelsk)